# Theodor Steinkühler

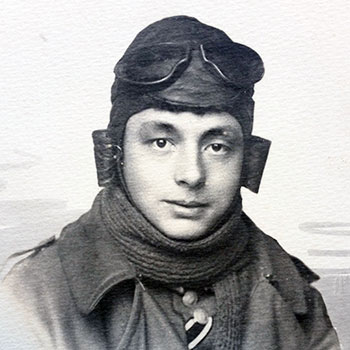
Theodor Steinkühler als Flieger, 1918

 Gottlieb Heinrich Theodor Steinkühler (* 8. Oktober 1894 in Bielefeld-Großdornberg; † 19. Februar 1921 ebenda) war ein deutscher Kunstmaler.

## Leben
Nach einer Malerlehre in Werther studierte Theodor Steinkühler ab dem 1. Oktober 1912 an der Handwerker- und Kunstgewerbeschule Bielefeld, wo er die Maler- und Lithographenklasse von Ludwig Godewols (1870–1926) besuchte. Aus dieser Zeit datiert die Bekanntschaft mit anderen westfälischen Künstlern wie Peter August Böckstiegel (1889–1951), Victor Tuxhorn (1892–1964) und Erich Lossie (1886–1944). Ein erster Erfolg war der 1. Platz bei einem Plakatwettbewerb der Königlichen Kreissparkasse Bielefeld.
Im Januar 1915 zum Militärdienst eingezogen, nahm Steinkühler als Unteroffizier auf den Kriegsschauplätzen in Nordfrankreich und Polen am Ersten Weltkrieg teil. Ab Herbst 1917 absolvierte er eine Ausbildung als Flieger in Posen und Warschau. Bei einem Flugzeugabsturz schwer verletzt, kehrte Steinkühler bei Kriegsende kurzzeitig nach Bielefeld zurück. Dass er auch während des Krieges Zeichnungen und Aquarelle anfertigte, belegen neben Fotos auch einige erhaltene Werke aus dieser Zeit.
Nach erfolgreicher Bewerbung an der Großherzoglich-Sächsischen Kunstschule in Weimar im Januar 1919 nahm Steinkühler im April des Jahres das Studium bei dem Maler und Grafiker Walther Klemm (1883–1957) sowie dem Bildhauer Richard Engelmann (1868–1966) auf. Nachdem die Kunstschule in dem neu gegründeten Staatlichen Bauhaus Weimar aufgegangen war, wurde er dort am 27. Juni 1919 immatrikuliert.
Während seiner Weimarer Zeit war er weiterhin in seiner westfälischen Heimat künstlerisch tätig. So beteiligte er sich an Ausstellungen der u. a. von Böckstiegel, Tuxhorn und Lossie gegründeten Künstlergruppe „Rote Erde“ sowie an der mit dem Bauhaus sympathisierenden Künstlergemeinschaft „Der Wurf“.

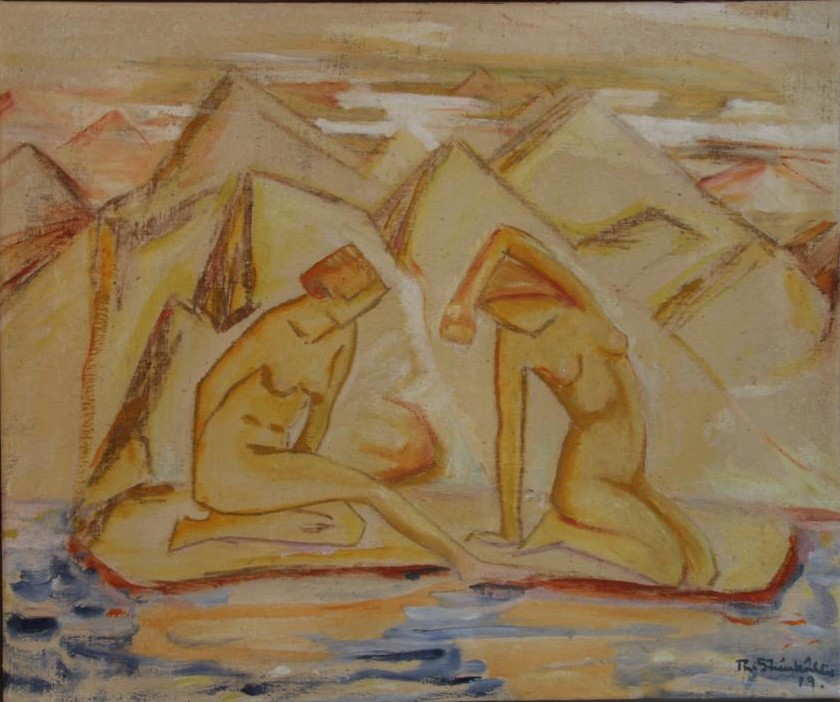
Theodor Steinkühler: Die Badenden, Bielefeld 1919

Nach nur einjährigem Studium in Weimar musste sich Steinkühler schon im April 1920 zunächst wegen einer Erkrankung der Mutter, später aber auch wegen einer eigenen schweren, durch den Flugzeugabsturz hervorgerufenen Krankheit vom Bauhaus beurlauben lassen und in sein Elternhaus in Bielefeld zurückkehren. Die Bestätigung aus Weimar unterzeichneten u. a. die Bauhaus-Lehrer Johannes Itten, Georg Muche, Lyonel Feininger sowie Walther Klemm und Richard Engelmann. Zwar blieb Steinkühler weiterhin, soweit es ihm möglich war, künstlerisch tätig, jedoch starb er bereits knapp ein Jahr später im Alter von 26 Jahren. Wenige Tage später erreichte die Eltern ein Beileidstelegramm aus Weimar, unterzeichnet von Walter Gropius, dem Gründungsdirektor des Bauhauses.

## Werk
Von Theodor Steinkühler sind etwa 170 Werke erhalten, vor allem Portraitstudien und Kreidezeichnungen von lokalen Motiven seiner Heimat in Bielefeld-Dornberg (z. B. Peterskirche, Schwedenschanze, Kohlenzeche) und aus Posen, dazu Aquarelle und Ölgemälde. Am Bauhaus entstanden insbesondere markante, vom Expressionismus beeinflusste druckgrafische Werke (Holzschnitte, Radierungen). Neben der Natur – vor allem des Ilmtales – wandte sich Steinkühler in seiner Weimarer Zeit auch religiösen Motiven zu.
1937 wurden in der Nazi-Aktion „Entartete Kunst“ aus dem Städtischen Kunsthaus Bielefeld seine Druckgrafiken Umarmung, Lebensalter, Kopf und Anbetung beschlagnahmt und zerstört.
Im Nachruf formulierte der damalige Leiter des Städtischen Museums Bielefeld Heinrich Becker, dass Steinkühler „in seinen graphischen Arbeiten, namentlich den Holzschnitten, mehr als in seinen Gemälden den Ausdruck für die Bewegtheit seiner Seele gefunden hatte“.

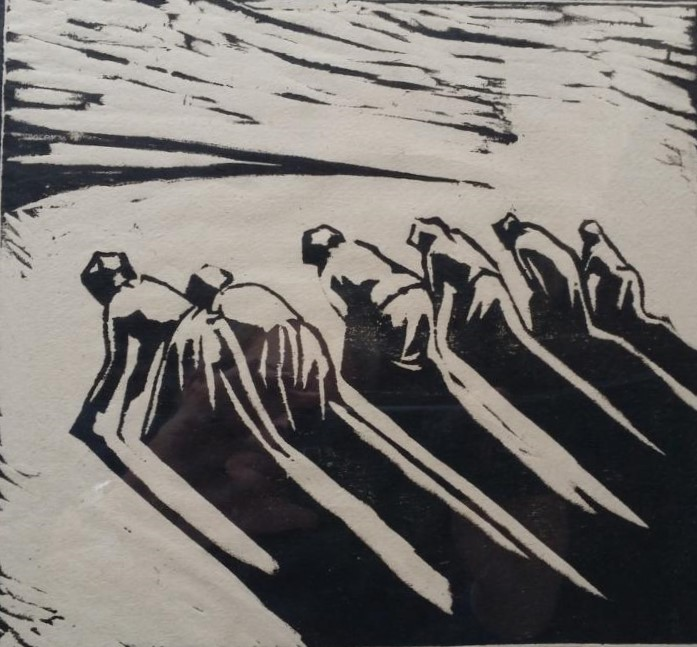
Theodor Steinkühler: Kartoffelaufleserinnen, Weimar 1919

## Ausstellungen
- Kunstausstellung der Künstlergruppe Rote Erde Bielefeld, Bielefeld 1919
- Theodor-Steinkühler-Gedächtnis-Ausstellung, Städtisches Museum Bielefeld 1922
- Theodor-Steinkühler – Von Bielefeld zum Bauhaus, Neues Atelier des Peter-August-Böckstiegel-Hauses, Werther 2015[4]
- Theodor Steinkühler und das frühe Bauhaus, Heinrich-Neuy-Bauhaus-Museum, Steinfurt-Borghorst 2017[5]